# 60式107mm自走迫擊砲
60式自走107mm迫擊砲（日語：60式自走107mm迫撃砲）是60式裝甲運兵車為基礎開發的自走型迫擊砲。目前全數退役。由96式120公厘自走迫擊砲取代。
機械化普通科連隊的骨幹火力，可以迅速部署和陣地變換，兼顧機動性和裝甲防護力，掩護裝甲部隊一側。